# Forbes River (Neuseeland)
Der Forbes River ist ein 8 km langer Fluss in der Region Canterbury auf der Südinsel von Neuseeland.

## Geographie
Der Forbes River ist ein Gletscherfluss, der sich durch Ausfluss am Ende des Forbes Glacier bildet. Eingebettet in den hier in West-Ost-Richtung ausgerichteten Gebirgszügen der Two Thumb Range fließt der Forbes River zunächst in südöstlich Richtung und nach dem Zusammenfluss des vom South Forbes Glacier kommenden Stream, bewegt sich der Fluss in östlicher Richtung um nach insgesamt acht km westlich der Cloudy Peak Range in den Havelock River zu münden.